# دانشگاه آزوزا پاسیفیک
دانشگاه آزوزا پاسیفیک (به انگلیسی: Azusa Pacific University) یک دانشگاه غیر مذهبی و خصوصی واقع در حومه «لس آنجلس» است که در سال ۱۸۹۹ تأسیس گردید. دانشگاه به‌طور غیر رسمی با چندین مرکز مذهبی مثل «کلیسای ویزلیان» و «کلیسای متدیست» آزاد «دوستان مذهبی جهانی» و «کلیسای خدا» و «دانشگاه مذهبی» و «مدرسه مذهبی هگر» ارتباط دارد.